# Brits-Guiana op de Olympische Zomerspelen 1952
Brits-Guiana, het huidige Guyana, nam deel aan de Olympische Zomerspelen 1952 in Helsinki, Finland. Net als vier jaar eerder werden geen medailles gewonnen.

## Deelnemers en resultaten

### Gewichtheffen
| Olympiër    | Discipline  | Resultaat | Prestatie                                                                              |
| ----------- | ----------- | --------- | -------------------------------------------------------------------------------------- |
| Cecil Moore | -82,5kg (m) | 17e       | duwen: 18de met 100kg trekken: 14de met 107,5kg stoten: 18de met 135kg totaal: 342,5kg |

Argentinië · Australië · Bahama's · België · Bermuda · Birma · Brazilië · Brits-Guiana · Bulgarije · Canada · Ceylon · Chili · China · Cuba · Denemarken · Duitsland · Egypte · Filipijnen · Finland · Frankrijk · Goudkust · Griekenland · Groot-Brittannië · Guatemala · Hongarije · Hongkong · Ierland · IJsland · India · Indonesië · Iran · Israël · Italië · Jamaica · Japan · Joegoslavië · Libanon · Liechtenstein · Luxemburg · Mexico · Monaco · Nederland · Nederlandse Antillen · Nieuw-Zeeland · Nigeria · Noorwegen · Oostenrijk · Pakistan · Panama · Polen · Portugal · Puerto Rico · Roemenië · Saarland · Singapore ·  Sovjet-Unie · Spanje · Thailand · Trinidad en Tobago · Tsjecho-Slowakije · Turkije · Uruguay · Venezuela · Verenigde Staten · Vietnam · Zuid-Afrika · Zuid-Korea · Zweden · Zwitserland